# 136 (număr)
136 (o sută treizeci și șase) este numărul natural care urmează după 135 și precede pe 137 într-un șir crescător de numere naturale.

## În matematică
136
- Este un număr refactorabil.[1]
- Este un număr compus.[2]
- Este un număr triunghiular.[3]
- Este un număr centrat triunghiular.[4][5]
- Este un număr centrat nonagonal.[6][7]
- Suma numerelor de pe al nouălea rând al triunghiului lui Lozanić este 136.
- Suma cuburilor cifrelor sale este {\displaystyle 1^{3}+3^{3}+6^{3}=244}. Suma cuburilor cifrelor lui 244 este {\displaystyle 2^{3}+4^{3}+4^{3}=136}.
- Este suma primilor 16 întregi pozitivi.
- Este un divizor al numărului lui Eddington⁠(d).
- În baza 4 este un număr autodescriptiv⁠(d).[8][9]
- În baza 16 este un număr repdigit.

## În știință

### În astronomie
- Obiectul NGC 136 din New General Catalogue este o galaxie spirală cu o magnitudine 12,7 în constelația Balena.
- 136 Austria este un asteroid din centura principală.
- WR 136 este o stea supergigantă roșie Wolf–Rayet.
- 136P/Mueller, sau Mueller 3, este o cometă periodică din Sistemul Solar.

## În alte domenii
136 se poate referi la:
- 136 kHz este banda de frecvență cea mai joasă alocată radioamatorilor.